# Плечевая мышца

Анатомическое расположение (красным)

Плечевая мышца (лат. musculus brachialis) — лежит глубже двуглавой мышцы плеча, начинается от передней поверхности плечевой кости и от обеих межмышечных перегородок (лат. septa intermuscular brachii laterale et mediale), прикрепляется к бугристости локтевой кости (лат. tuberositas ulnae).

## Функции
Сгибает предплечье, а при фиксации последнего приближает плечо к предплечью. Оттягивает капсулу локтевого сустава.

## Изображения

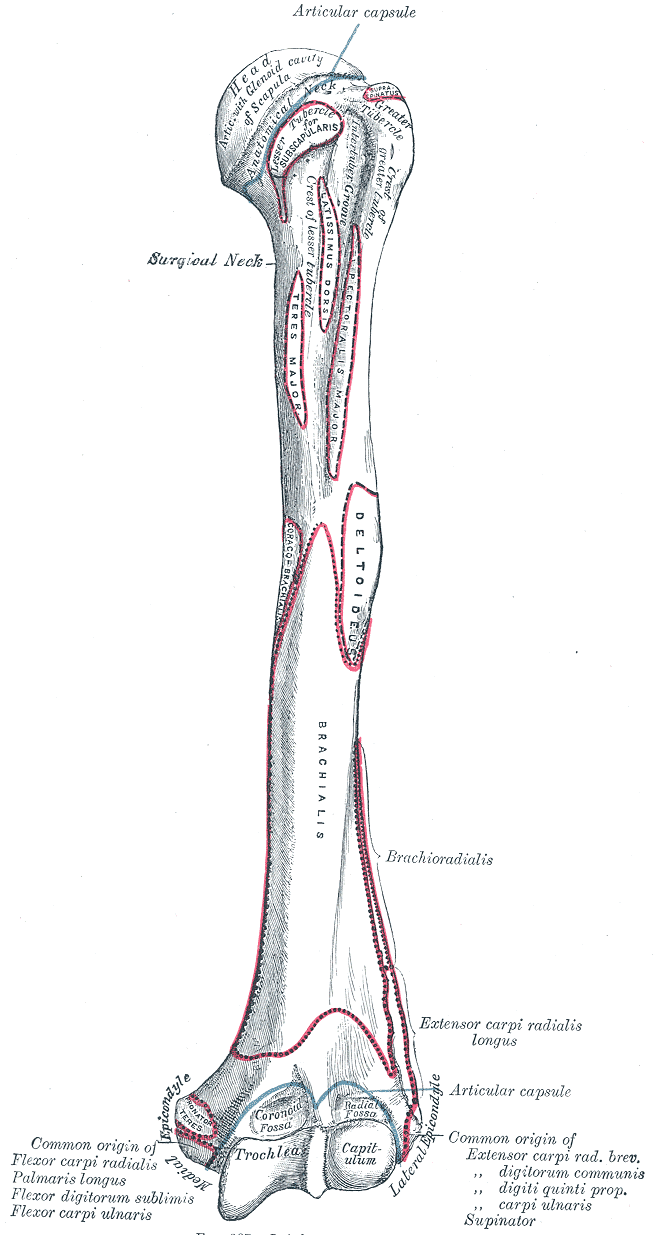
Левая плечевая кость, вид спереди.
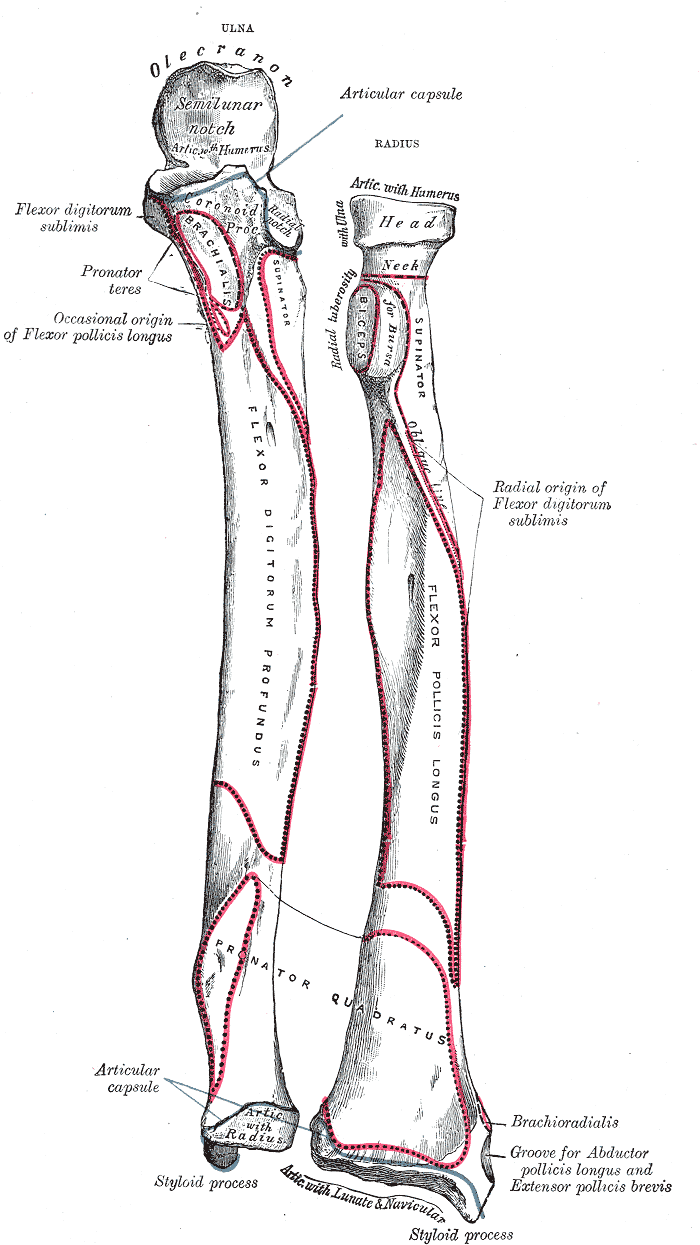
Кости левой руки. Вид спереди.
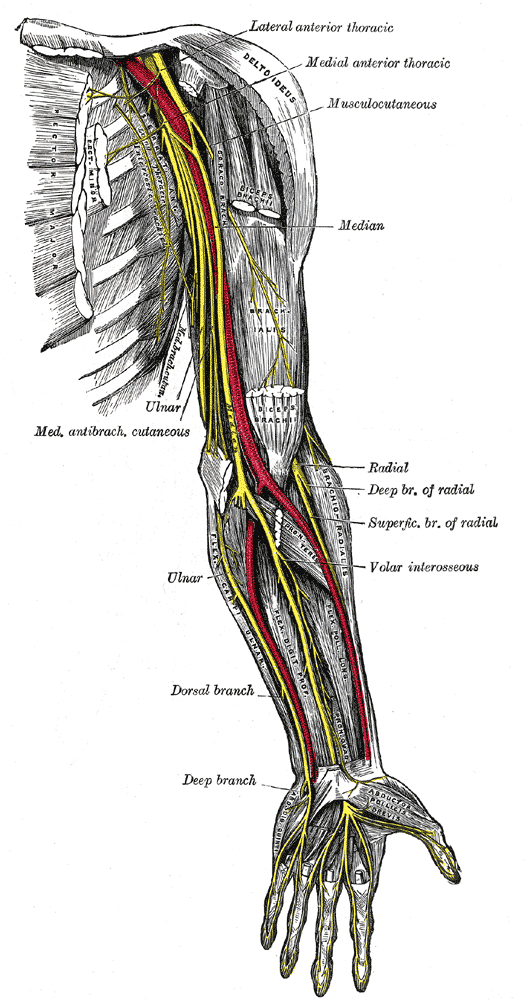
Нервы и артерии левой руки.
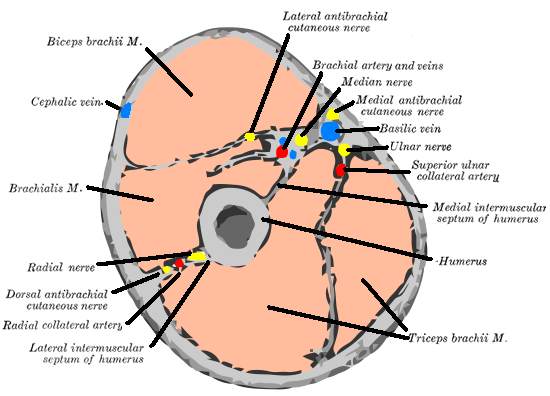
Поперечный срез плеча.